# Драган Шекарић Шекс
Драган Шекарић (Горажде, 25. септембар 1957 — Вишеград, 15. мај 2024), професионално познат као Шекс (енгл. Shex), био је српски и северноамерички награђивани ликовни уметник из Торонта.

## Биографија
Из родног града је отишао на студије архитектуре у Сарајево. По завршетку Архитектонског факултета радио је као самостални пројектант, а половином осамдесетих региструје приватни архитектонски биро „Мацан”, који је пословао до почетка сукоба и Југославији. Затим одлази у Италију и у Риму се, захваљујући групи уметника, упознаје са техником сфумато, која му је касније постала неодвојиви део стваралачког потписа.
Крајем 1996. путује у Монтреал, са идејом да се представи северноамеричкој публици, а онда врати у Рим. У међувремену му пасош губи вредност, те бива присиљен да још једном мења станиште и остаје у Канади. Тај период је обележен наставком стварања у сфумато стилу и сликањем монтреалских урбаних пејзажа. Истовремено дипломира на колеџу „Атлас” у Монтреалу компјутерски архитектонски дизајн.
Двехиљадите године прелази у Торонто где пројектује и гради кућу, четврти пут заредом, и у склопу ње „Shex Art Studio”. Ту почиње да ствара велика апстрактна платна инспирисан ритмом и хармонијом појединих музичких композиција. Апстрактним делима отвара себи пут ка изложбама у Сједињеним Америчким Државама, док фигуративне слике ради повремено, надахнут ликом „Малог Принца”. Константним усавршавањем сфуматоа креирао је препознатљив израз у категорији магичног реализма. Лета проводи на Дрини, скупљајући енергију за нова стварања.
Драган Шекарић Шекс је учествовао на свим значајнијим уметничким догађајима, међу којима су „Artist Project” у Торонту, „Artexpo” у Њујорку, „Spectrum” у Мајамију, „World of Art” у Лас Вегасу и „Art Marbella” у шпанској регији Коста дел Сол. Такође, Шекс је имао и самосталне изложбе, и то у Торонту, Хавани, Београду и Риму.
На највећој изложби дела ликовне уметности на свету, „Artexpo” у Њујорку, 2015. је добио најзначајније признање међу 400 сликара, „за оригиналан стил у уметности и за емотивну и идејну уметничку јачину”. Шексов магични реализам овенчан је сертификатом „Solo Award Winner”.

## Смрт
Преминуо је 15. маја 2024, у 67. години живота, у својој кући у Вишеграду, у коју се већ кратко али тешко болестан вратио из Торонта да би живот завршио окружен породицом и пријатељима и поред Дрине. После опела у Цркви Светог Цара Лазара у Андрићграду, сахрањен је 17. маја на гробљу у Доњој Сопотници.
Постхумно је увршћен у „Енциклопедију националне дијаспоре”, коју уређује Иван Калаузовић Иванус.

## Награде и признања
- Artfocus – 12th Fall Artist’s Show, прво место за уљано сликарство (Торонто, 2003)
- CityArt – Fall Artists Show, прво место за уљано сликарство (Торонто, 2004)
- Certificate of Induction (Ontario Society of Artists, Торонто, 2009)
- Solo Award Winner – Artexpo New York (2015)[6]

## Занимљивости
Шексове слике су примењене на етикете вина. Био је победник три различита конкурса винарије „Hillebrand” из Најагаре на Језеру.

## Радови (избор)
| Магични реализам - Impetus, уље на платну - We Are Coming, уље на платну - Anna, уље на платну - Do You Remember Chopin, уље на платну - Gavoche, уље на платну - Morning at the Train Station, уље на платну - Bus Stop, уље на платну - Twilight, уље на платну - Behind the Corner, уље на платну - In Search of Birds, уље на платну |  | Фигуративна уметност - Madeline, уље на платну - Mariner, уље на платну - Sparrow Queen, уље на платну - I Am Different, уље на платну - Life Is Performance, уље на платну - Flying Times, уље на платну - Under a Cloud, уље на платну - Harlequin, уље на платну - Hat City, уље на платну - Bird Collector, уље на платну |  | Апстрактна уметност - Alice in Wonderland, уље на платну - The Flight of the Bumble Bee h, уље на платну - Autumn, уље на платну - Wisdom, уље на платну - Rhapsody in Blue, уље на платну - Lucy in the Sky h, уље на платну - Rebellion, уље на платну - Tribute to Mozart, уље на платну - The Rites of Spring, уље на платну - Search, уље на платну |

## Галерија
- Madeline, уље на платну, 2016
- Alice in Wonderland, уље на платну, 2017
- Impetus, уље на платну, 2020